# Nasr (Cairo)

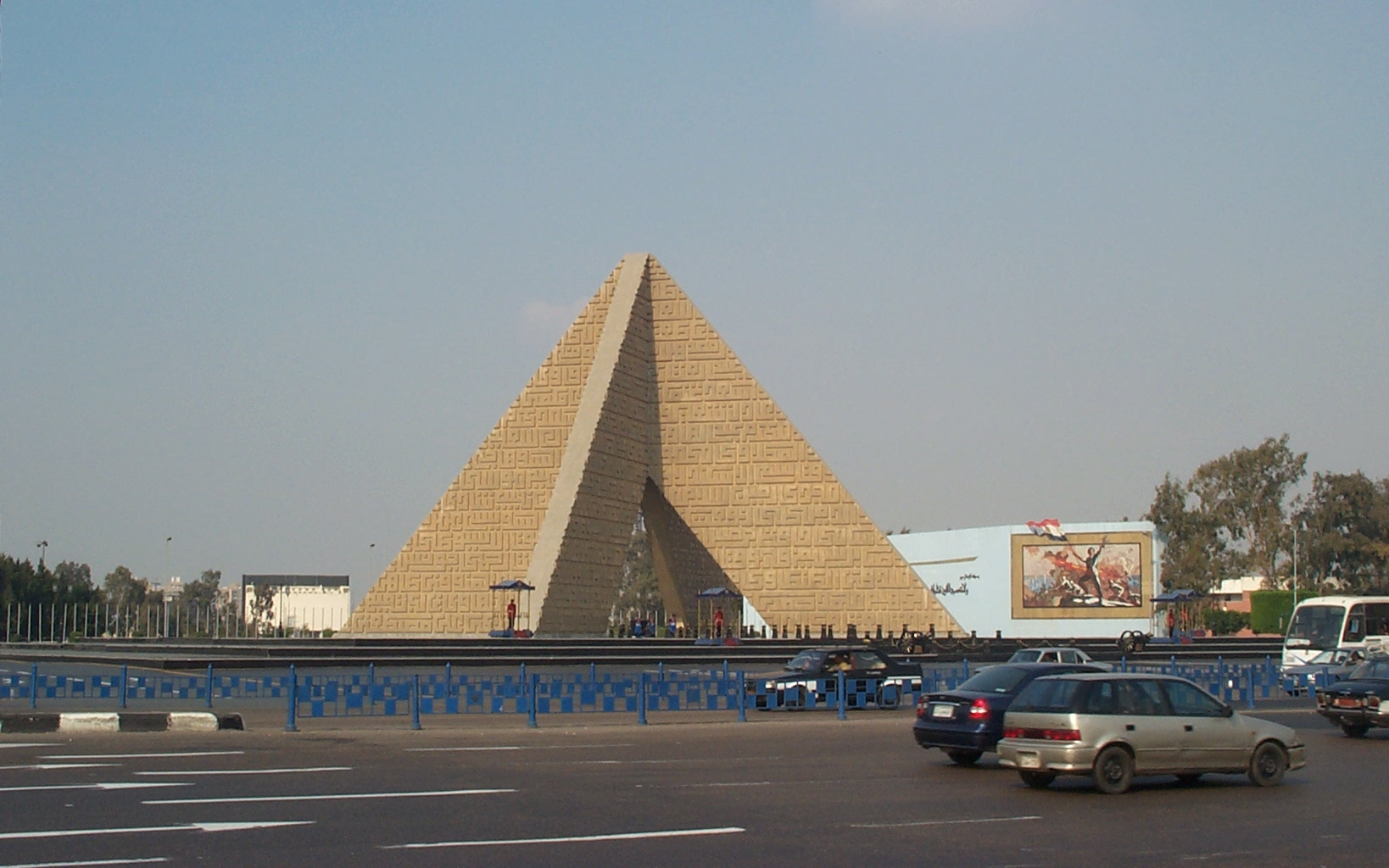
Memoriale del Milite ignoto a Nasr

Nasr (in arabo مدينة نصر‎?, Madinat Nasr, "città di Nasr"; in inglese Nasr City) è un sobborgo della capitale egiziana Il Cairo.
Situato a est del governatorato del Cairo, consiste principalmente di condomini e sorse negli anni '60 del XX secolo come estensione del quartiere di Heliopolis, nell'ambito del programma governativo di espansione della capitale, seguito alla rivoluzione egiziana del 1952. L'allora presidente dell'Egitto, Gamal Abd el-Nasser, fu coinvolto personalmente nella fase di progettazione del sobborgo e ne scelse il nome, Nasr (arabo per "vittoria"). Nei programmi iniziali avrebbe dovuto rappresentare la nuova capitale dello stato. Oggi si presenta come un quartiere sovrapopolato, a causa dell'emigrazione interna e di somali e sudsudanesi.
È il distretto più vasto del Cairo, con una superficie di quasi 250 chilometri quadrati dei 1 445 occupati dal Cairo. Per questo motivo, è suddiviso in 10 sottodistretti, dei quali quelli dal 6-10 sono chiamati con il rispettivo numero, mentre i primi cinque sono indicati con nomi. La modernità del tessuto stradale di Nasr contrasta nettamente con le vie tortuose della Cairo Vecchia.